# بريكة (ماء)

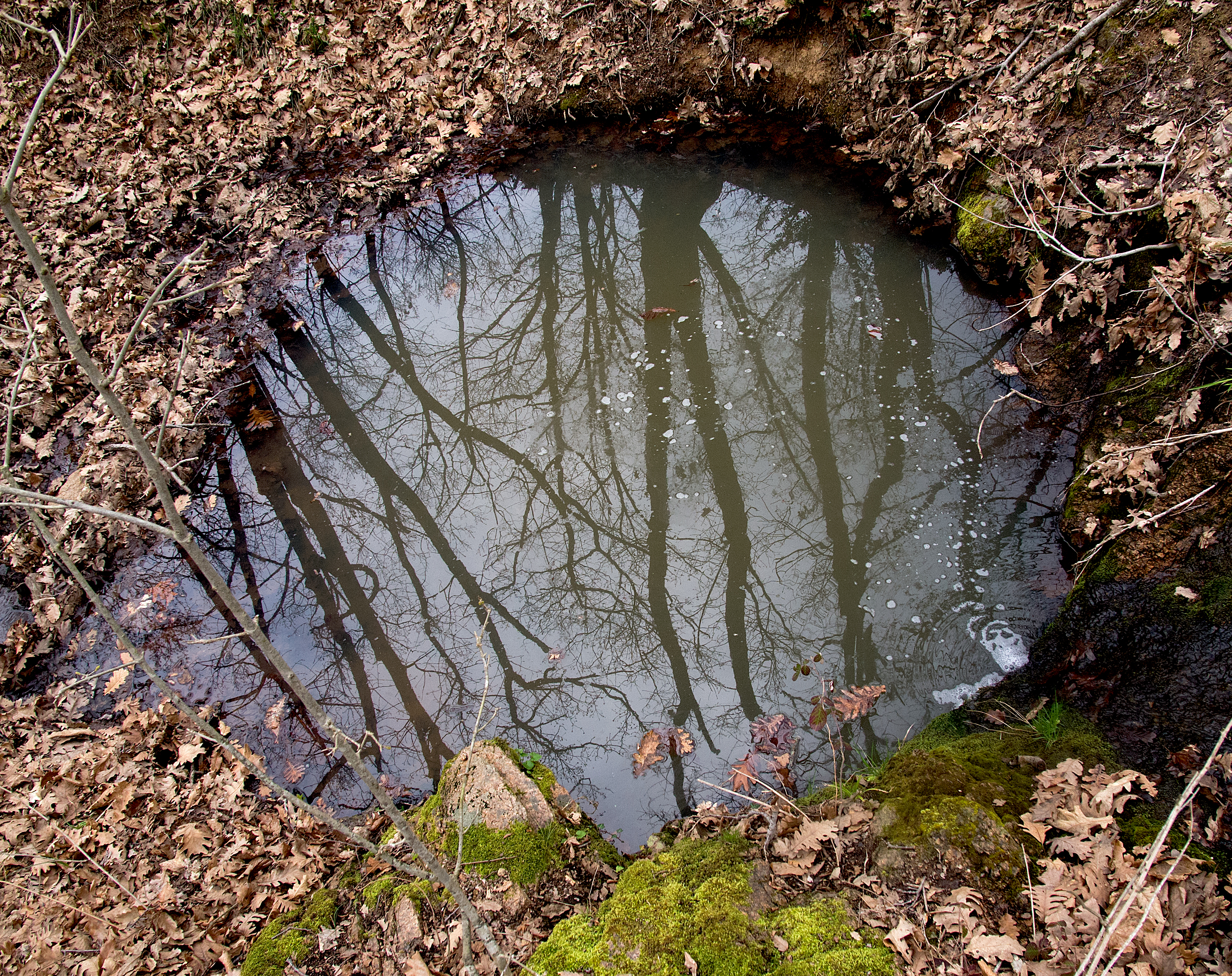
انعكاس في بُريَكة

البُرَيْكَة أو الرَّدْغَة (جمع: رِداغ) أو نُقْرَة ماء أو (بالعامية: حومة) تراكم صغير لسائل يغلب أن يكون ماءً على سطح. يمكن أن jتشكل إما بالتجمع في انخفاض على السطح أو بالتوتر السطحي على سطح مستو. البُرَيكة ضحلة لعبورها وصغيرة جدًا لاجتيازها بقارب أو طوف. قد تنجذب الحياة البرية الصغيرة إلى البُريكات.